# Nikolai Ognjow
Nikolai Ognew (auch Ognjew geschrieben; russisch Николай Огнев; * 14. Junijul. / 26. Juni 1888greg. in Moskau als Michail Grigorjewitsch Rosanow; † 22. Juni 1938 ebenda) war ein sowjetischer Schriftsteller.

## Leben
Ognew wurde als Michail Grigorjewitsch Rosanow als Sohn eines zaristischen Anwalts geboren. Er war „bereits vor der Oktoberrevolution“, der er sich enthusiastisch anschloss, „schriftstellerisch tätig, ohne besonders in Erscheinung zu treten.“ Sein Bruder Sergei Grigorjewitsch Rosanow (1894–1957) war Autor von Kinderbüchern.

## „Kostja Rjabzew“
Ognew verfasste unter diesem Pseudonym die zweibändige Reihe „Kostja Rjabzew“. 1927 erschien der erste Teil, Das Tagebuch des Schülers Kostja Rjabzew, später der zweite Teil, Kostja Rjabzew auf der Universität (russisch Iskhod Nikpetoscha). „‚Das Tagebuch des Schülers Kostja Rjabzew‘ und ‚Kostja Rjabzew auf der Universität‘ wühlten zu ihrer Zeit nicht nur die sowjetische, sondern auch die westliche Jugend auf …“
„Beide Teile sind…inhaltlich vollkommen abgeschlossen.“
Aus der Sicht des Fünfzehnjährigen Kostja Rjabzew, eines eigenständigen und kritischen Charakters, schreibt er im ersten Band über die Umbrüche im Schulwesen der Sowjetunion der 1920er Jahre, vor allem die Einführung und Umsetzung des reformpädagogischen Dalton-Plans sowie über weitere Themen (z. B. über die revolutionären Veränderungen in der ganzen sowjetischen Gesellschaft).
Den Bücherverbrennungen der Nazis fiel auch der „Kostja Rjabzew“ zum Opfer.

### Kritiken
Die Aufzeichnungen Kostja Rjabzews machen „einerseits seinen charakterlichen Reifeprozeß transparent und weiten sich andererseits zu einer lebendigen künstlerischen Chronik über den schweren Kampf des jungen Sowjetstaates um die Erziehung des neuen Menschen.“

### Zitat
„27. Oktober. Eine Abteilung ‚Jungpioniere‘ wird bei uns gebildet. Sie müssen ein feierliches Versprechen ablegen, müssen um den Saal herummarschieren, dürfen nicht rauchen und so. Alle, die sich gern großtun, sind dabei. Ich bin der Ansicht, daß das was für kleine Kinder ist: Rote Halstücher tragen! Ich warte lieber, bis ich in den Komsomol eintreten kann. Ich bin meiner Ueberzeugung nach Kommunist.
Soja und Lina traten nicht bei den Pionieren ein, weil die ‚gegen Gott sind‘. In dem Ton sprechen sie miteinander und mit den anderen Mädchen. Es sind zwei unaufgeklärte, dumme Gänse, denn die Welt ist aus der Zelle entstanden, das kann man beweisen. Gott hat damit nichts zu tun. Wenn Jelnikitka uns das Pensum für November auseinandersetzt, frag ich sie unbedingt über Gott. Als Naturkundelehrerin muß sie uns alle Einzelheiten erklären können.“

## Schriften (Auswahl)
- Das Tagebuch des Schülers Kostja Rjabzew. Illustriert von Renate Schirrow. Verlag Neues Leben 1987, ISBN 3-355-00377-8.
- Kostja Rjabzew auf der Universität. Deutsch von Marie Einstein. Verlag Der Jugendinternationale, Berlin 1929.